# II. Oldenburgischer Deichband
Der II. Oldenburgische Deichband ist ein Wasser- und Bodenverband mit Sitz in Brake (Niedersachsen). Der Deichband ist zuständig für die Errichtung und den Unterhalt der Deiche und seiner dazugehörigen Anlagen sowie die Überwachung der Deichsicherheit im Verbandsgebiet.

## Gebiet
Die Deichlinie beginnt bei Wardenburg auf der westlichen Seite der Hunte, läuft weiter entlang der Hunte bis zur Weser, die Weser entlang bis zur Wesermündung und entlang der Küsten der Nordsee und des Jadebusens bis nach Varel-Dangast. Innerhalb dieses Gebiets ist jedes Grundstück dem Verband zugehörig, welches eine Höhenlage bis sechs Meter über Normalnull aufweist. Sogenannte Insellagen, also Bodenerhebungen über der Höhenlage von sechs Metern über NN innerhalb des Verbandsgebiets, gehören ebenfalls mit zum Verbandsgebiet.

## Organe
Der Verband wird vertreten durch Ausschuss, Vorstand und Verbandsvorsteher.
Die ca. 29.800 Mitglieder des Verbands wählen einen Ausschuss, der wiederum einen Vorstand wählt. Der Vorstand bestimmt aus seiner Mitte den Verbandsvorsteher und dessen Stellvertreter. Amtierender Verbandsvorsteher ist seit dem 1. August 2021 Peter Aengeneyndt.

## Bisherige Verbandsvorsteher
- 1. August 1945 – 10. Dezember 1961  Kapitän Anton Hullmann
- 11. Dezember 1961 – 30. April 1978  Walter Mengers
- 24. Mai 1978 – 31. März 1982  Gerhard Loof
- 1. April 1982 – 31. Juli 2001  Johann Renken
- 1. August 2001 – 31. Juli 2013  Leenert Cornelius sen.
- 1. August 2013  Burchard Wulff – 31. Juli 2021

## Projekte
Baumaßnahmen zum Anfang des 21. Jahrhunderts sind:
- Erhöhung und Verstärkung des Augustgroden-Deiches auf einer Länge von ca. 8 km.
- Die Erhöhung des Deiches am Blexer Groden.
- Die Verstärkung des Stadtdeichs in Brake durch Einbau einer Dichtwand bis auf NN -8m mittels eines neuen, erschütterungsfreien Bauverfahrens sowie die Instandsetzung und Erhöhung der Flutmauer um 30 cm auf NN+ 7.30m.
- Die streckenweise Verlegung der Huntedeiche im Rahmen des weiteren Ausbaus der unteren Hunte unter Federführung des Wasser- und Schifffahrtsamtes Bremen.
- Spundwand von Hobenbrake bis Schweiburger Mühle, mit begonnener Deicherhöhung.

Die Finanzierung von Deicherhöhungen- und verstärkungen im Rahmen des Küstenschutzprogrammes wird über einen „Außerordentlichen Haushalt“ geregelt und zurzeit zu 70 % vom Bund und zu 30 % vom Land Niedersachsen finanziert.